# Изчислителен модел
В рекурсивната теория и теорията на сложните изчисления изчислителен модел е дефиницията на множество от допустипи операции, използвани в дадено изчисление и техните респектвни стойности. Само предполагайки определен модел на изчисление е възможно да се анализират изчислителните ресурси, които са необходими, като изпълнимо време и изчислителни ресурси, или да се дискутират ограниченията на алгоритми и компютри.
|  | Тази страница частично или изцяло представлява превод на страницата Model of computation в Уикипедия на английски. Оригиналният текст, както и този превод, са защитени от Лиценза „Криейтив Комънс – Признание – Споделяне на споделеното“, а за съдържание, създадено преди юни 2009 година – от Лиценза за свободна документация на ГНУ. Прегледайте историята на редакциите на оригиналната страница, както и на преводната страница, за да видите списъка на съавторите. ВАЖНО: Този шаблон се отнася единствено до авторските права върху съдържанието на статията. Добавянето му не отменя изискването да се посочват конкретни източници на твърденията, които да бъдат благонадеждни. |